# Proboloides gregaria
Proboloides gregaria är en kräftdjursart som först beskrevs av Georg Ossian Sars 1892.  Proboloides gregaria ingår i släktet Proboloides och familjen Stenothoidae. Inga underarter finns listade i Catalogue of Life.